# Asociación de Regiones Fronterizas Europeas
La Asociación de Regiones Fronterizas Europeas (ARFE) es una organización de regiones europeas cuya misión es la cooperación transfronteriza en Europa y otros continentes. La sede de la asociación se encuentra en Gronau, República Federal Alemana. También cuenta con una oficina de proyectos en Berlín y dos centros de información, uno para Ucrania en Járkov (en colaboración con la Universidad Nacional de Economía de Járkov) y otro para los Balcanes, en Novi Sad (en colaboración con el Servicio centroeuropeo de iniciativas transfronterizas (CESCI, por sus siglas en inglés). Asimismo, la Oficina de Extremadura en Bruselas funciona como "antena" de ARFE en dicha ciudad.
La asociación representa los respectivos intereses comunes de sus miembros frente a parlamentos, organismos, autoridades e instituciones nacionales e internacionales.

## Historia
La primera iniciativa que impulsó como idea la creación de una "unión de regiones fronterizas" se mencionó en 1965 en la Conferencia de Planificación Regional Internacional en Basilea. Después de una extensa preparación, diez regiones fronterizas de Europa tomaron la iniciativa el 17–18 de junio de 1971, creando la Conferencia Permanente de Regiones de Fronterizas Europeas , la cual terminó siendo la actual "Asociación de Regiones Fronterizas Europeas". Eligieron a Alfred Mozer como primer presidente de AEBR.
| Presidente                               | Comienzo | Fin del mandato   |
| ---------------------------------------- | -------- | ----------------- |
| Alfred Mozer (1905–1979)                 | 1971     | 1975              |
| Horst Gerlach (1919–1990)                | 1975     | 1979              |
| Wolfgang Schäuble (nacido en 1942)       | 1979     | 1983              |
| Karl Ahrens (nacido en 1924)             | 1984     | 1996              |
| Joan M. Vallvé (nacido en 1940)          | 1996     | 2004              |
| Lambert van Nistelrooij (nacido en 1953) | 2004     | 2009              |
| Karl-Heinz Lambertz (nacido en 1952)     | 2009     | 2017              |
| Oliver Paasch                            | 2017     | 2019              |
| Ann-Sofi Backgren                        | 2019     | 2020              |
| Karl-Heinz Lambertz (born 1952)          | 2020     | presidente actual |

## Objetivos
La ARFE actúa en todas las regiones fronterizas y transfonterizas europeas, marcándose el siguiente objetivo:
- Poner de manifiesto sus respectivos problemas, posibilidades, tareas y trabajos especiales.
- Representar sus respectivos intereses comunes frente a parlamentos, organismos, autoridades e instituciones nacionales e internacionales.
- Promover, apoyar y coordinar su respectiva colaboración en toda Europa.
- Intercambiar experiencias e información, para, a partir de la multiplicidad de problemas y oportunidades transfonterizas, formular intereses en común, cotejarlos entre sí y encontrar soluciones a los mismos.